# Валовой внутренний продукт на душу населения
Валово́й вну́тренний проду́кт на ду́шу населе́ния (ВВП на душу населения) — это показатель уровня экономической активности и качества жизни населения в отдельных странах и регионах за определённый период. ВВП на душу населения равняется значению ВВП, делённому на количество жителей. Уровень и динамика данного показателя указывают на уровень и динамику экономического роста и развития страны, однако этот показатель отражает лишь среднее значение, поэтому он не позволяет учитывать неравенство в доходах и благосостоянии населения.
Этот показатель иногда используется для приблизительной оценки дохода на душу населения, причём последний показатель доступен реже. В таком случае в расчёте используется не номинальное значение ВВП, а ВВП по паритету покупательной способности (ППС).

## ВВП на душу населения и уровень жизни
ВВП на душу населения в основном отражает уровень экономической активности и уровень жизни. Другие критерии, которые частично связаны с ним, лучше отражают материальное благополучие домохозяйств, в частности, уровень их фактического потребления.
В докладе комиссии Стиглица об измерении экономических результатов и социального прогресса, в контексте оценки материального благосостояния рекомендуется ссылаться на доходы и потребление, а не на объём производства.